# جيززا بوسزوني
جيززا بوسزوني (بالمجرية: Pozsonyi Imre)‏ مدرب كرة قدم من هنجاريا اشرف على تدريب نادي برشلونة في بدايات عهد النادي خلال عامي 1924 - 1925 ، حقق نجاح ملفت للنادي الكاتلوني رغم قصر الفترة التي امضاها من بينها كأس إسبانيا لم يستمر طويلا مع الفريق وقرر العودة إلى بلادة.

## روابط خارجية
- جيززا بوسزوني على موقع عالم كرة القدم.نت (الإنجليزية)